# 澤田サンダー
澤田サンダー（さわださんだー、1976年5月22日 - ）は、日本の映画監督、脚本家、作家。

## 人物
2007年に岡本太郎現代芸術賞での展示が実質のデビュー。2010年には34歳で東京芸術大学大学院に入学。在学中に複数のインディペンデント系主要脚本賞を受賞。同学科初の奨学金全額免除者となる。2015年には5年ぶりに現代美術のフィールドにて、映像作品を発表。若手現代美術家を育成することで知られるACAC（国際芸術センター青森）にて個展を行う。2017年には『ひかりのたび』が全国で劇場公開された。

## 略歴
- 青森県弘前市出身
- 二十歳頃からシナリオを書き始める
- 2004年に書いた「幼なじみのバッキー」を絵本用に書替え、
- 2006年にアーティストの増山麗奈にイラストの作成を依頼
- 2007年「幼なじみのバッキー」が第10回岡本太郎現代芸術賞入選
- 2006年より、SAZANAMI MOVIE EXHIBITIONの主宰も行う。
- 2008年から2009年にかけて電気料金値上げ反対デモ企画・主催
- 2012年に東京藝術大学大学院修士課程を修了。取得学位は映像学修士号。
- 2010年と2015年に伊参スタジオ映画祭中編の部大賞受賞。二度の大賞は初[2]。

## 映画
- 2011年「惑星のささやき」（監督・脚本：澤田サンダー、音楽：三富栄治）

伊参スタジオ映画祭、函館港イルミナシオン映画祭、福岡インディペンデント映画祭（優秀作品）、渋谷ヒカリエ「真夜中の映画祭」（第2部「若き才能の挑戦」にて最多得票上映権を獲得、3RD THEATER FESTIVAL入選ニコ生にて上映）などで公開
- 2013年 ヒカリエイガ「私は知ってる、私は知らない」（監督・脚本：澤田サンダー　短編）

渋谷ヒカリエ一周年記念「Happy Happening」の「真夜中の映画祭 第一夜」、UPLINK Xなどで上映。
福井映画祭（審査員特別賞）、新人監督映画祭入選、ラブストーリー映画祭入選など。
- 2015年 「ECHO」（監督・脚本：澤田サンダー）

ACAC国際芸術センター青森にて展示（2015年2月7日〜3月15日）、名古屋フィルムミーティング、19th CHOFU SHORT FILM COMPETITION 奨励賞受賞、フォルモサ台湾国際映画祭
- 2017年 「ひかりのたび」（監督・脚本：澤田サンダー）

伊参スタジオ映画祭シナリオ大賞2015中編の部大賞、SKIPシティ国際Dシネマ映画祭国際長編部門ノミネート、函館港イルミナシオン映画祭、高崎映画祭、キプロス国際映画祭（長編コンペティション・撮影賞受賞）、チチェスター国際映画祭（イギリス）、メイン国際映画祭（アメリカ）、Japancut!（アメリカ・ニューヨーク）、アセンズ国際映画祭（国際長編コンペティション入選・アカデミー公認・オハイオ州）、東京・大阪・神戸・仙台・青森など全国10箇所以上にて劇場公開

## 連載
- 2011年「青森と私」東奧日報社　夕刊（木曜日）* Web東奧・連載

## 展示作品
- 2006年「幼なじみのバッキー」（原作・編集・作画指示：澤田サンダー、イラスト・油絵：増山麗奈）
- 2007年「エキサイティング・スポーツ・過労死」（原案・写真撮影：澤田サンダー、モデル：カオリン）
- 2008年「はじめての食事」（原作・編集・作画指示：澤田サンダー、イラスト・編集・デザイン：小板橋直子）

## 賞歴
- 2007年 「第10回岡本太郎現代芸術賞」入選　「幼なじみのバッキー」
- 2008年 「エコアジアニズム」入選　「エキサイティングスポーツ過労死」
  - 審査員の満票であったが、諸事情によりグランプリにはならず。
- 2010年 「函館港イルミナシオン映画祭 シナリオ大賞」審査員奨励賞　「暗闇の中に光る」
- 2010年 「伊参スタジオ映画祭 シナリオ大賞」中編の部　グランプリ　「惑星のささやき」
- 2015年 「福井映画祭」短編部門　審査員特別賞「私は知ってる、私は知らない」
- 2015年 「伊参スタジオ映画祭 シナリオ大賞」中編の部　グランプリ　「ひかりのたび」
- 2016年 「19th CHOFU SHORT FILM COMPETITION」奨励賞　「ECHO」

## 展覧会
- 2006年 IID世田谷ものつくり学校「SAZANAMI MOVIE EXHIBITION」※主宰・本人も長編ドキュメンタリーを出品
- 2007年 川崎市岡本太郎美術館「岡本太郎現代芸術賞展」
- 2007年 横浜ZAIM「ARTLAN@AISA」※日・中・韓の現代アート国際展
- 2007年 韓国・ソウル gallery Ewha「和解と和合の韓・日展」
- 2007年 渋谷ピンクカウ「リトルサンダー・フォー・エバー」
- 2008年 渋谷ギャラリールデコ「はじめての食事」
- 2008年 銀座芸術研究所「バッキーのリベンジ未遂!!」
- 2008年 京都・ガケ書房「バキバキバッキー展!!」
- 2008年 ハイアットリージェンシー大阪「エコアジアニズム」
- 2008年 新津市美術館「エコアジアニズム」
- 2009年 ザルツブルク博物館・オーストリア ザルツブルク「現代○美術 Nine Japanese contemporary artists`exhibition」
- 2009年 早稲田大学 ワセダギャラリー「アバンギャルド展」（『新潮』の2010年2月号に参照記事あり）
- 2015年 ACAC　国際芸術センター青森「ビジョン オブ アオモリ Vol 11」

## 出版
- 2008年「幼なじみのバッキー」月曜社刊

## 寄稿および選出
- 週刊朝日緊急増刊　朝日ジャーナル　2009年あるいはゼロ世代の”神々”として　文学（Literature）部門

## 掲載媒体
- BRUTUS
- 産經新聞
- 週刊朝日
- 週刊女性
- プリンツ21
- 美術の窓
- 共同通信
- 朝日ジャーナル　等